# Лурье, Зиновий Яковлевич
Зиновий Яковлевич Лурье (16 сентября 1926, Гомель — 31 мая 2020, Харьков) — советский и украинский учёный в области электромеханики и гидравлики. Доктор технических наук (1990), профессор (1996). Участник Великой Отечественной войны, ветеран труда. Сфера исследований — динамика и оптимизация гидравлических систем технологических объектов.

## Биография
Родился 16 сентября 1926 года в Гомеле в семье служащего. К началу Великой Отечественной войны окончил 8 классов. В июле 1941 г. вместе с семьей был эвакуирован в г. Курган, там в 15-летнем возрасте начал работать токарем на оборонном заводе Наркомата минометного вооружения.
В 1945 году окончил 11-ю спецшколу Военно-воздушных сил в Свердловске, а затем — Харьковское авиатехническое училище (1947 г.).
В 1947—1953 гг. служил в различных авиачастях Советской Армии. Будучи в армии, закончил в 1952 г. Харьковский педагогический институт (заочное отделение) по специальности «Математика и физика».
Демобилизовался в звании старшего лейтенанта в 1953 г. и три года работал учителем физики в одной из школ Харькова. Затем учился во Всесоюзном заочном энергетическом институте (Москва, 1957, ВЗЭИ).
Работал на инженерных должностях в Украинском проектном институте электротехнической промышленности (Харьков, 1955—1961).
В 1959 году поступил в заочную аспирантуру ВЗЭИ и, работая на должности старшего научного сотрудника Запорожском филиале Института автоматики (1961—1964) защитил в 1964 году кандидатскую диссертацию, связанную с автоматизацией технологических процессов металлургического производства.
С 1964 по 1967 гг. З. Я. Лурье работал ассистентом, доцентом в Харьковском автомобильно-дорожном институте (1964—1967). В 1966-м утвержден в звании доцента. На кафедре вел научную работу по исследованию нестационарных случайных процессов мощных экскаваторов средствами вычислительной техники.
В 1967—1985 гг. работал в НИИ автоматизации руководства и производства (НИИАП, Харьков), избирался по конкурсу на должности заведующего лабораторией, заведующего отделом. К числу основных научно-исследовательских работ, выполненных под руководством и при непосредственном участии З. Я. Лурье в НИИАП, относится разработка методов и способов повышения производительности металлообрабатывающего оборудования путем оптимизации динамических процессов. Это в значительной степени способствовало постановке крупной научной проблемы по разработке управляющих программ с заданными критериями качества. В основе её решения были использованы алгоритмы применяемые для одной из задач комбинаторной оптимизации (задачи коммивояжера), что дало возможность разработать управляющие программы минимизирующие время технологического процесса для данного вида оборудования. Всё это позволило разработать рекомендации по динамическим процессам перемещения заготовок и инструментов при функционировании элементов и узлов кузнечно-прессового оборудования (КПО) с ЧПУ как комплексной системы.
Результаты данной работы внедрены в промышленность при создании гаммы координатно-револьверных прессов и их серийном производстве на Чимкентском производственном объединении по выпуску кузнечно-прессового оборудования с экономическим эффектом более 1,5 млн руб. (1989 г.).
С 1985 года З. Я. Лурье по переводу из НИИАП работал во ВНИИГидроприводе (Харьков) на должности заведующего лабораторией, где под его руководством разрабатываются устройства управления гидроприводами ряда КПО, диалоговая система решения задач многокритериальной оптимизации и др. Им формируется научная школа по моделированию, динамике и оптимизации гидравлических систем оборудования общепромышленного и специального назначения.
В 1990 г. З. Я. Лурье завершает теоретическое обобщение и решение крупной научной проблемы по оптимизации динамических процессов листоштамповочного оборудования с ЧПУ, защищает докторскую диссертацию.
С 1993 года был профессором кафедры гидравлических машин Национального технического университета «Харьковский политехнический институт» (НТУ «ХПИ», Харьков). Активно участвовал в пропаганде научно-практических знаний в области моделирования, динамики и оптимизации гидравлических систем оборудования общепромышленного и специального назначения. Член редакции Всеукраинского научно-производственного журнала «Промислова гідравліка і пневматика», Ассоциации специалистов промышленной гидравлики и пневматики, специализированного совета по защите докторских диссертаций.
За инженерную, научную и педагогическую деятельность З. Я. Лурье награждён: медалью «Изобретатель СССР», бронзовой медалью ВДНХ СССР; знаками «Победитель соцсоревнования 1973 г.», «Победитель соцсоревнования 1980 г.», «Ударник 9 пятилетки», «Ударник 11 пятилетки» Минстанкопрома СССР; медалью «Ветеран труда», нагрудным знаком «Відмінник освіти України». За трудовую деятельность в период Великой Отечественной войны и службу в рядах Советской Армии награждён медалями: «30 лет Советской Армии и Флота», «50 лет Победы в Великой Отечественной войне 1941—1945 гг.», «Маршал Жуков», «60 лет Победы в Великой Отечественной войне 1941—1945 гг.».

## Научная деятельность
Профессором З. Я. Лурье создана научная школа по моделированию, динамике и оптимизации гидравлических систем оборудования общепромышленного и специального назначения. Под его руководством успешно защитились два доктора и 11 кандидатов технических наук. Он оставил богатое наследие: около 300 научных работ, 20 авторских свидетельств и патентов, 5 учебных пособий.

## Научные работы
- «Позиционные системы электропривода класса машин по производству панелей» // Электричество. 1973. № 5;
- «Об оптимальных движениях быстроходных механизмов с позиционной системой управления» // Машиноведение. 1976. № 5;
- «Моделювання та оптимізація гідравлічних систем»: Навч. посіб. К., 1995;
- «Моделювання та динаміка гідравлічних систем»: Навч. посіб. Х., 2000;
- «Расчет, проектирование и эксплуатация объемного гидропривода». К., 2006;
- «Динаміка об’ємних гідропневмосистем загальнопромислового призначення»: Навч. посіб. Х., 2008